# Dendrosenecio keniensis
Espèce
Classification phylogénétique
Dendrosenecio keniensis est une espèce de plante à fleurs de la famille des Asteraceae. 
Elle est originaire d'Afrique de l'Est, notamment du Mont Kenya.

## Synonymes
- Senecio keniensis Baker f.
- Senecio brassica R.E.Fr. & T.C.E.Fr.
- Dendrosenecio brassica (R.E.Fr. & T.C.E.Fr.) B.Nord.